# Chali 2na
Charles Stewart (Chicago, 26 de Junho de 1971), mais conhecido pelo nome artístico Chali 2na, é um rapper norte-americano associado com os grupos de hip hop Jurassic 5 e Ozomatli. Ele é conhecido pelo seu tipo vocal Baixo-Barítono e estilo de rap muito rápido.

## Discografia

### Álbuns
Chali 2na
- Fish Outta Water (2009)[3]
- Adventures of a Reluctant Superhero com Krafty Kuts (2019)[4]

Jurassic 5
- Jurassic 5 (1998)
- Quality Control (2000)
- Power in Numbers (2002)
- Feedback (2006)

Outras colaborações
- Ozomatli (1998) (com Ozomatli)
- The Dino 5 (2008) (com Ladybug Mecca, Prince Paul, Scratch & Wordsworth, como The Dino 5)
- R.I.D.S. (2012) (com Roc 'C', como Ron Artiste)

### Mixtapese EPs
Mixtapes
- Fish Market (2004)
- Fish Market Part 2 (2010)

EPs
- Jurassic 5 (1997) (Jurassic 5)
- Against the Current EP 1 (2012)
- Against the Current EP 2 : Manphibian Music (2014)
- Against the Current EP 3 : Bloodshot Fisheye (2015)
- ILLectric EP (2016) (com The Funk Hunters)